# Teno (fiume)
Il Teno o Kymijoki (in finlandese Tenojoki, in norvegese Tana, in lingua sami Deatnu) è un fiume della Finlandia e della Norvegia, di cui è il terzo fiume per lunghezza.

## Corso del fiume

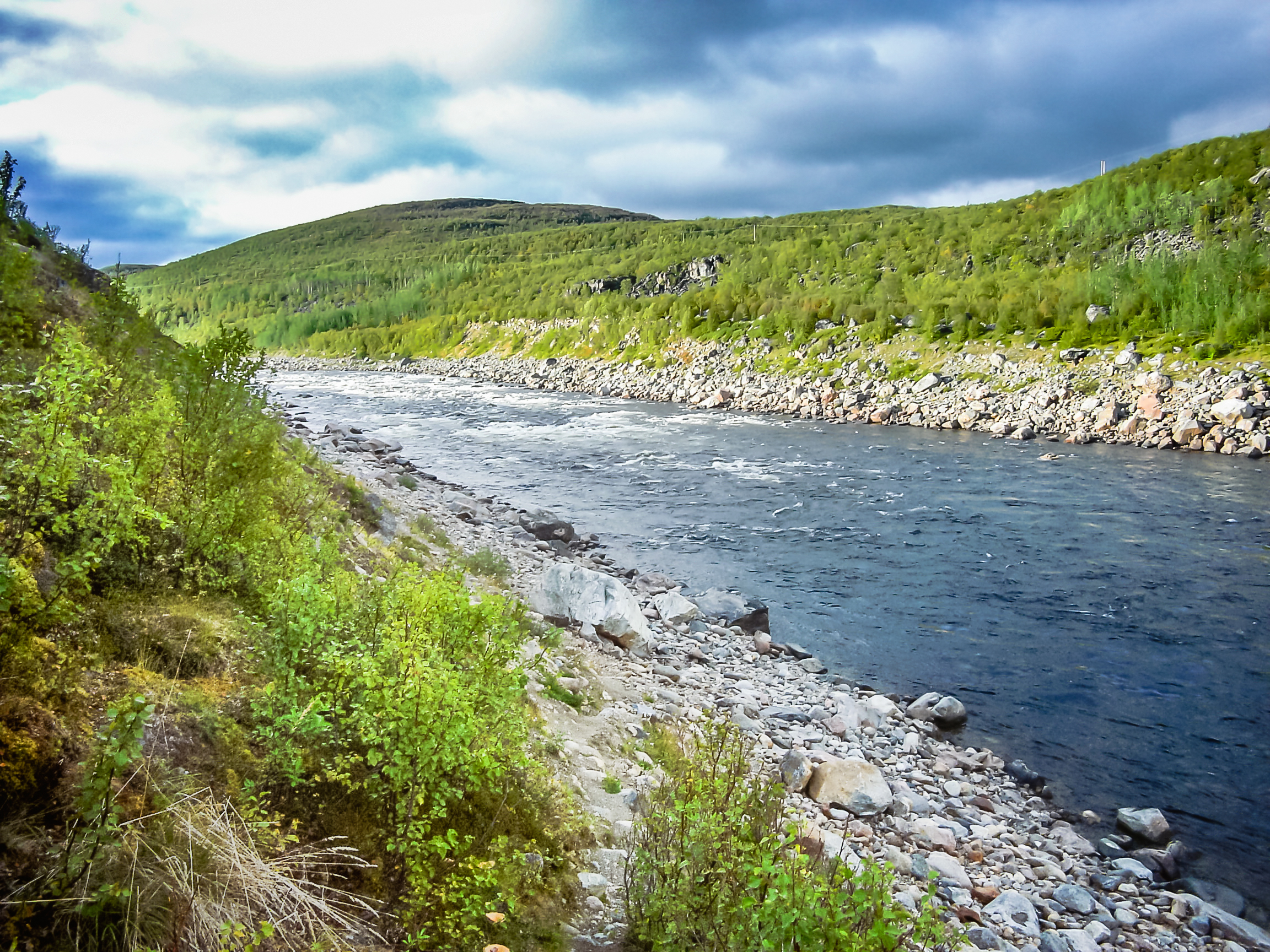
Il fiume Teno nei pressi di Nuorgam, visto dalla sponda finlandese.

Ha origine nella valle Karasjok in seguito alla confluenza dei fiumi Karasjohka e Inarijoki (Anarjohka in norvegese e lappone settentrionale). Il corso superiore del Teno scorre per 256 km lungo il confine Finlandese-Norvegese, tra i comuni di Utsjoki (in Finlandia), Karasjok e Tana (in Norvegia). Sfocia infine nel Mar Glaciale Artico, nel Tanafjord, delimitando ad ovest la penisola di Varanger.
Gli affluenti principali del Teno sono Anarjohka e Karasjohka.
Il fiume è attraversato da due soli ponti, il Ponte Teno (costruito nel 1948, con una campata di 195 m) e il Ponte Sami (costruito nel 1993) a Utsjoki.

## Idrometria
La portata del fiume Teno è stata misurata per 75 anni, nel periodo 1912-1987, nei pressi della cittadina norvegese di Polmak. L'area di drenaggio a monte del punto di misura è pari a 14.005 km².
La portata media nel corso dell'anno, nel periodo in esame, si attesta a 166,5 m³/s, distribuita nei vari mesi come da grafico seguente:
Portata m³/s

## Economia e sviluppo
Il fiume Teno è rinomato per la pesca al salmone. Il Salmone Atlantico più grande mai pescato, 36 kg, è stato preso proprio nel fiume Teno nel 1929.